# Nototriton
Nototriton – rodzaj płazów ogoniastych z podrodziny Hemidactyliinae w rodzinie bezpłucnikowatych (Plethodontidae).

## Zasięg występowania
Rodzaj obejmuje gatunki występujące w centralnej Kostaryce przez północno-środkową część do zachodniej części Hondurasu i do wschodniej Gwatemali.

## Systematyka

### Etymologia
- Nototriton: łac. notos „południowy wiatr”; triton „traszka, salamandra”[2].
- Bryotriton: gr. βρυον bruon „mech, porost”; Τριτων Tritōn Tryton, w mitologii greckiej bóg morski[3]. Gatunek typowy: Oedipus barbouri Schmidt, 1936.
- Taylorotriton: Edward Harrison Taylor (1889–1978), amerykański herpetolog; Τριτων Tritōn Tryton, w mitologii greckiej bóg morski[4]. Gatunek typowy: Parvimolge richardi Taylor, 1949.

### Podział systematyczny
Do rodzaju należą następujące gatunki:

- Nototriton abscondens (Taylor, 1948)
- Nototriton barbouri (Schmidt, 1936)
- Nototriton brodiei Campbell & Smith, 1998
- Nototriton costaricense Arias & Kubicki, 2018
- Nototriton gamezi García-París & Wake, 2000
- Nototriton guanacaste Good & Wake, 1993
- Nototriton kenorum Kubicki, Reyes & Arias, 2022
- Nototriton lateomuscus Kubicki, Reyes & Arias, 2022
- Nototriton lignicola McCranie & Wilson, 1997
- Nototriton limnospectator McCranie, Wilson & Polisar, 1998
- Nototriton maximo Kubicki, Reyes & Arias, 2022
- Nototriton mime Townsend, Medina-Flores, Reyes-Calderón & Austin, 2013
- Nototriton nelsoni Townsend, 2016
- Nototriton oreadorum Townsend, 2016
- Nototriton picadoi (Stejneger, 1911)
- Nototriton picucha Townsend, Medina-Flores, Murillo & Austin, 2011
- Nototriton richardi (Taylor, 1949)
- Nototriton saslaya Köhler, 2002
- Nototriton stuarti Wake & Campbell, 2000
- Nototriton tapanti Good & Wake, 1993
- Nototriton tomamorum Townsend, Butler, Wilson & Austin, 2010
- Nototriton vereh Kubicki, Reyes & Arias, 2022